# Isla del Rey Guillermo
La isla del Rey Guillermo (en inglés, «King William Island»; anteriormente, Tierra del Rey Guillermo; en inuit, Qikiqtaq) es una isla localizada en el archipiélago ártico canadiense. Administrativamente, pertenece al territorio autónomo de Nunavut.
La isla está situada frente a la costa continental canadiense —al norte de la península de Adelaida y al oeste de la península de Boothia— y al este de la isla Victoria. Con una superficie de 13.111 km², por tamaño, ocupa la posición 60.ª del mundo y la  15.ª de Canadá. Su población, en el año 2006, era de 1.064 habitantes, que viven en un único asentamiento, Gjoa Haven.
La isla es conocida por sus grandes poblaciones estivales de caribús que permanecen allí antes de caminar al sur sobre el mar de hielo en el otoño.

## Geografía
La isla del Rey Guillermo tiene una forma ligeramente romboidal, con los vértices orientados casi según los puntos cardinales. En dirección N-S tiene una longitud de 173 km y en dirección E-O de 176 km. Los puntos más extremos son: al norte, cabo Félix; al este, punta Matheson; al sur, punta James Ross; y, al oeste, cabo Gore, en extremo de la península de Graham Gore. Recorriendo sus costas en dirección horaria, partiendo de cabo Félix, al norte, se encuentran los siguientes tramos:
- costa del estrecho de Victoria (que separa la isla de isla Victoria e isla del Almirantazgo, a unos 90 km al oeste). La costa desciende en dirección suroeste, con cabo Maria Louisa, punta Victoria, el entrante del Collinson Inlet (23 km hacia el sur), punta Franklin, bahía Seal, la amplia bahía del Erebus y punta Little;
- costa del estrecho de Alexandra (que la separa de las islas de la Royal Geographical Society); es un pequeño tramo de costa, que va de punta Little hasta cabo Hodgson y en el que se encuentran las pequeñas islas Fairholm y Hornbyhay;
- costa del pasaje Storis (que enlaza con las aguas del golfo de la Reina Maud, al suroeste); tramo que discurre en dirección sursureste, y en el que están bahía Terror, las islas Irving, bahía Washington y cabo John Herschel.
- costa del estrecho de Simpson (que la separa de la península Adelaida); tramo que sigue en la misma dirección sursureste, con punta Goldman, bahía Douglas y punta James Ross.
- costa de la cuenca Rasmussen, un tramo que discurre en dirección este, con cabo Booth, la península de Booth, islas Todd, el abrigo natural de Gjoa Haven, bahía Schwatka y cabo Luigi d'Abruzzi;
- costa del estrecho de Rae (que la separa de la península de Boothia), un corto tramo en dirección norte, desde cabo Luigi hasta punta Matheson;
- costa de la cuenca St Roch (que la separa de península de Boothia), tramo que discurre en dirección norte, con punta Simmonds, punta Livingstone y bahía La Trobe;
- costa del canal de Humboldt (estrecho canl de apenas 3 km de anchura que la separa de isla Matty e isla Tennent, entre ellas separadas por el estrecho de Wellington); tramo de costa que discurre en dirección noroeste, que comienza con las islas ribereñas de islas Beverly, y el profundo entrante hacia el sur del Peel Inlet (25 km), y acaba en punta Parry;
- costa del estrecho de James Ross (que la separa de península de Boothia, al noreste); un corto tramo también en dirección noreste, que comienza en puerto Parry, cabo Sídney y termina nuevamente en cabo Félix. En este tramo se encuentra el grupo de pequeñas islas ribereñas, islas Clarence.

## Historia
La isla del Rey Guillermo estuvo ocupada por el pueblo inuit. El primer occidental que se adentró en sus tierras fue, en su segunda expedición al ártico (1829-33), el explorador escocés John Ross. En 1830, estando su barco, el HMS Victory, atrapado en el hielo en el golfo de Boothia (en Félix Harbour, cerca de bahía Thor), algunos miembros de la tripulación, entre ellos su sobrino y segundo, James Clark Ross cruzaron los canales helados y reconocieron la isla, a la que bautizaron como «Tierra del rey Guillermo» (King William Land), ya que la pensaron unida a la península de Boothia (entonces llamada Boothia Félix), en honor del rey británico Guillermo IV. Ross nombró muchos de los canales, islas y accidentes geográficos de la zona, con nombres de sus barcos, miembros de su tripulación y personajes relevantes de la época, como las islas Tennent, en honor de James Emerson Tennent, (1804-69), político irlandés, viajero y miembro de la Royal Society.
Otras expediciones árticas, mientras buscaban el paso del Noroeste, pasaron cerca de la isla. Los barcos de la expedición perdida de John Franklin, el HMS Erebus y el HMS Terror, habrían encallado en 1846 en el hielo marino en algún lugar al noroeste de la isla. Después de que los barcos fueran abandonados el 22 de abril de 1848, los 105 sobrevivientes arribaron a la isla tres días después bajo el mando de Francis Crozier, pues John Franklin había muerto el 11 de junio de 1847. La intención de los hombres era marchar hacia el sur por la costa de la isla, cruzar el estrecho de Simpson hacia Canadá continental y arribar a la boca del río Back, donde ostensiblemente buscarían cazar y ser rescatados por comerciantes de pieles de la Compañía de la Bahía de Hudson. Sin embargo, es muy probable que gran parte de la tripulación estuviese ya enferma en este punto debido a la falta de alimento fresco, o incluso sufriera de envenenamiento por el plomo de sus latas de víveres. La mayoría de los viajantes pereció gradualmente de la exposición y el hambre durante su marcha hacia el sur, bordeando la costa occidental. Expediciones posteriores, como la de Leopold McClintock en 1859, Charles Francis Hall en 1869 y Frederick Schwatka en 1878, encontraron una multitud de tumbas, cuerpos expuestos, pertenencias y restos óseos que poco a poco fueron esbozando la cronología básica de la tragedia. Las estimaciones indican que tan sólo treinta o cuarenta hombres lograron salir de la isla con vida y cruzar el estrecho de Simpson, donde se cree que murieron en los alrededores de una pequeña ensenada que Schwatka nombró Starvation Cove ("ensenada de la inanición").
En 1903, el explorador Roald Amundsen, buscando también el Paso del Noroeste, navegó a través de las aguas del estrecho de James Ross y se detuvo en un puerto natural en la costa sur de la isla, Gjoa Haven. No pudiendo proseguir debido al hielo marino, pasó allí los inviernos de 1903-04 y 1904-05 y aprendió las habilidades de los netsilik, los inuits locales, que más tarde le iban a ser muy valiosas en su expedición al polo sur. Utilizó su barco Gjøa como base para exploraciones en el verano de 1904, y cruzó la península de Boothia en trineo para viajar al polo norte magnético. Amundsen finalmente dejó la isla, después de 22 meses, en agosto de 1905, y completó el paso del Noroeste tras bordear la costa del continente hasta el mar de Beaufort, arribando a Alaska el 5 de diciembre de 1905. El puerto donde vivió, Gjoa Haven, es ahora el único asentamiento permanente de la isla.